# Atakan Yüksel
Atakan Yüksel (ur. 13 sierpnia 1985) – turecki zapaśnik w stylu klasycznym. Olimpijczyk z Londynu 2012, gdzie zajął osiemnaste miejsce w kategorii 66 kg.
Brązowy medalista mistrzostw świata w 2017. Złoty medal na igrzyskach śródziemnomorskich w 2013. Mistrz Europy w 2019 i piąty w 2013 i 2017. Dwunasty w indywidualnym Pucharze Świata w 2020. Drugi w Pucharze Świata w 2013; czwarty w 2015 i 2017, a piętnasty w 2012. Mistrz Europy juniorów w 2005 roku.